# 安妮·滕内森
安妮·滕内森（挪威語：Anne Tønnessen，1974年3月18日—），挪威女子足球运动员。她曾代表挪威国家队参加2000年夏季奥林匹克运动会足球比赛，获得一枚金牌。她也曾参加1999年和2003年世界杯女子足球赛。